# Розмовник
Розмо́вник — збірка перекладів корисних фраз іноземною мовою. Розмовники випускаються, як правило, для туристів. Містять тематичні розділи (наприклад, «У готелі», «Вивіски», «У ресторані», «Знайомство»), в яких наводяться загальновживані фрази як іноземною мовою, так і фонетична транскрипція на мові користувача. Спочатку розмовники випускалися у форматі кишенькових книг. Випускаються портативні електронні розмовники, деякі з яких здатні озвучувати цілі фрази.